# Епітеліальний шар рогівки
Епітеліальний шар рогівки- поверхневий шар рогівки, який представлений переднім багатошаровим епітелієм.

## Будова
Епітеліальний шар утворений багатошаровим плоским не зроговілим епітелієм, товщина якого становить до 50 мкм. Цей шар містить численні нервові закінчення, які забезпечують виникнення рогівкового рефлексу. Поверхня шару зволожується секретом слізних та конюктивальних залоз.

## Функції
1. оптична;
2. осмотична
3. дихальна;
4. тектонічна.